# Fotbollsgalan 2009
Fotbollsgalan 2009 hölls i Malmö Arena i Malmö måndagen den 9 november 2009, och var den 15:e fotbollsgalan sedan premiäråret 1995. Nomineringarna till priserna presenterades den 22 oktober 2009.
Programledare var Jessica Almenäs och Adam Alsing.
Bland nyheter för 2009 är att priset Årets allsvenska spelare - för både herrar och damer - delas ut.

## Priser
| Pris                           | Nominerade | Vinnare                                    |
| ------------------------------ | --- | ------------------------------------------ |
| Årets tränare, herrar          | - | Mikael Stahre - AIK                        |
| Årets tränare, dam             | Anders Johansson - Djurgårdens IF Torbjörn Nilsson - Göteborg FC Mika Sankala - Umeå IK Magnus Wikman - Linköpings FC          | Magnus Wikman - Linköpings FC              |
| Årets nykomling (herr)         | Miiko Albornoz - BP Michael Almebäck - Örebro SK Pär Ericsson - GAIS Viktor Noring - Trelleborgs FF                            | Viktor Noring - Trelleborgs FF             |
| Årets genombrott (dam)         | Kosovare Asllani - Linköpings FC Louise Fors - AIK Linnea Liljegärd - Göteborg FC Lina Nilsson - LdB FC                        | Linnea Liljegärd - Göteborg FC             |
| Årets forward, herr            | Marcus Berg - Groningen/Hamburg Tobias Hysén - IFK Göteborg Zlatan Ibrahimović - FC Inter/FC Barcelona Ivan Obolo - AIK        | Zlatan Ibrahimović - FC Inter/FC Barcelona |
| Årets forward, dam             | Kosovare Asllani - Linköpings FC Ramona Bachmann - Umeå IK Jessica Landström - Linköpings FC Linnea Liljegärd - Göteborg FC    | Linnea Liljegärd - Göteborg FC             |
| Årets mittfältare, herr        | Rasmus Elm - Kalmar FF/AZ Alkmaar Wanderson do Carmo - GAIS Kim Källström - Lyon Anders Svensson - IF Elfsborg                 | Kim Källström - Lyon                       |
| Årets mittfältare, dam         | Victoria Sandell Svensson - Djurgårdens IF Caroline Seger - Linköpings FC Therese Sjögran - LdB FC Mami Yamaguchi - Umeå IK    | Caroline Seger - Linköpings FC             |
| Årets back, herr               | Jos Hooiveld - AIK Daniel Majstorović - AEK Aten Olof Mellberg - Olympiakos FC Ragnar Sigurdsson - IFK Göteborg                | Olof Mellberg - Olympiakos FC              |
| Årets back, dam                | Faith Ikidi - Linköpings FC Charlotte Rohlin - Linköpings FC Linda Sembrant - AIK Sara Thunebro - Djurgårdens IF/Frankfurt     | Sara Thunebro - Djurgårdens IF/Frankfurt   |
| Årets målvakt, herr            | Kim Christensen - IFK Göteborg Eddie Gustafsson - Red Bull Salzburg Andreas Isaksson - PSV Eindhoven Daniel Örlund - AIK       | Andreas Isaksson - PSV Eindhoven           |
| Årets målvakt, dam             | Barbara - Sunnanå SK Kristin Hammarström - KIF Örebro Hedvig Lindahl - Göteborg FC Sofia Lundgren - Linköpings FC              | Hedvig Lindahl - Göteborg FC               |
| Årets allsvenska spelare, herr | Rasmus Elm - Kalmar FF Wanderson do Carmo - GAIS Tobias Hysén - IFK Göteborg Ivan Obolo - AIK                                  | Tobias Hysén - IFK Göteborg                |
| Årets allsvenska spelare, dam  | Faith Ikidi - Linköpings FC Victoria Sandell Svensson - Djurgårdens IF Caroline Seger - Linköpings FC Therese Sjögran - LdB FC | Caroline Seger - Linköpings FC             |
| Fotbollskanalens hederspris    | - | Lennart Johansson                          |
| Årets domare                   | |                                            |
| Årets skyttekung               | |                                            |
| Årets skyttedrottning          | |                                            |
| Fair Play                      | |                                            |
| Diamantbollen                  | - | Caroline Seger - Linköpings FC             |
| Guldbollen                     | - | Zlatan Ibrahimović - FC Inter/FC Barcelona |

## Artister
- Kent
- Amanda Jenssen

### Fotnoter
1. ↑  Fotbollsgalan på Svensk mediedatabas
2. ↑  Fotbollsgalan på Svensk mediedatabas
3. ↑  ”Nomineringarna klara till Fotbollsgalan 2009”. Svenska Fotbollförbundet. 22 oktober 2009. Arkiverad från originalet den 28 augusti 2021. https://web.archive.org/web/20210828191817/https://www2.svenskfotboll.se/ImageVault/Images/id_27047/ImageVaultHandler.aspx. Läst 28 augusti 2021.
4. ↑  ”Nomineringarna till Fotbollsgalan”. Svenska Fotbollförbundet. 9 november 2009. Arkiverad från originalet den 28 augusti 2021. https://web.archive.org/web/20210828191816/https://fogis.se/arkiv/tidigare/svensk-fotboll/2009/10/nytt-pris-pa-fotbollsgalan-allsvenskans-baste1/. Läst 28 augusti 2021.